# Ischnopteris bryifera
Ischnopteris bryifera là một loài bướm đêm trong họ Geometridae.